# براندان كيرنان
براندان كيرنان (بالإنجليزية: Brendan Kiernan) (10 نوفمبر 1992 في المملكة المتحدة - ) هو لاعب كرة قدم بريطاني في مركز الوسط. لعب مع إبسفليت يونايتد ونادي بروملي وهايز وييدينغ يونايتد ‏ وبرينتري تاون وهامبتون أند ريتشموند بورو وStaines Town F.C. ‏ وإيه أف سي ويمبلدون وLingfield F.C. ‏.

## وصلات خارجية
- براندان كيرنان على موقع قاعدة بيانات كرة القدم.إي يو (الإنجليزية)
- براندان كيرنان على موقع Soccerbase.com (لاعب) (الإنجليزية)
- براندان كيرنان على موقع Soccerway.com (الإنجليزية)